# X2Go
X2Go è un software di controllo remoto open source disponibile su diverse piattaforme. Utilizza una versione modificata del protocollo NX 3 per fornire un'esperienza di connessione rapida e fluida. Richiede un server X2Go installato sul sistema remoto e un client X2Go installato sul sistema locale. Permette l'accesso remoto all'interfaccia grafica di un sistema Linux, ma può permettere l'accesso anche a sistemi Windows tramite un server proxy.
La parte client  funziona correttamente in ambiente OpenBSD, FreeBSD, Linux, macOS o Windows.
X2Go è compatibile con molti ambienti desktop Linux, ma alcune interfacce potrebbero offrire un'esperienza migliore rispetto ad altre. Tra gli ambienti pienamente supportati troviamo XFCE, LXDE e MATE  mentre KDE e Gnome potrebbero richiedere delle ottimizzazioni come disabilitare effetti e animazioni non necessari.
A differenza del client, la parte server di X2Go funziona solo su un host Linux.
Il progetto X2go è disponibile per molte distribuzioni Linux tra cui: Raspberry Pi OS (già Raspbian), Suse Linux e OpenSuse, Redhat Enterprise Linux e molte altre.
È stato pacchettizzato per Fedora a partire dalla versione F20 (2013)  ed è disponibile in Ubuntu a partire dalla versione 17.04 e in Debian  dalla sua versione Wheezy (versione 7.0).